# Superman/Batman : Apocalypse
Pour plus de détails, voir Fiche technique et Distribution.
Superman/Batman : Apocalypse est un film d'animation américain réalisé par Lauren Montgomery, sorti directement en vidéo en 2010, 9e film de la collection DC Universe Animated Original Movies.
Le film est la suite de Superman/Batman : Ennemis publics et de l'arc narratif Superman/Batman : Au service du monde. Il adapte l'arc suivant intitulé La Supergirl de Krypton écrit par Jeph Loeb et dessiné par Michael Turner, publié par DC Comics.

## Synopsis
Lex Luthor vaincu, un nouveau défi attend nos deux héros. Batman trouve une jeune Kryptonienne qui s'écrase à bord de son vaisseau dans la baie de Gotham City. Superman et lui l'aideront à trouver sa place sur sa nouvelle planète d'adoption : la Terre. Mais c'est sans compter sur les efforts redoutables de Darkseid pour s'approprier ce jeune talent.

## Fiche technique
- Titre original : Superman/Batman: Apocalypse
- Titre français : Superman/Batman : Apocalypse
- Réalisation : Lauren Montgomery
- Scénario : Tab Murphy, d'après les comics de Jeph Loeb et Michael Turner, et les personnages de DC Comics
- Musique : John Paesano
- Direction artistique du doublage original : Andrea Romano
- Son : Robert Hargreaves, John Hegedes, Mark Keatts
- Montage : Margaret Hou
- Animation : Hyun-Ho Jung, Sung-Ho Park, John Roback, Brian Uchida
- Production : Bobbie Page et Lauren Montgomery
  - Production déléguée : Benjamin Melniker, Sam Register, Bruce Timm et Michael E. Uslan
  - Coproduction : Alan Burnett
- Sociétés de production : Warner Bros. Animation et DC Entertainment
- Société de distribution : Warner Premiere
- Pays de production :  États-Unis
- Langue originale : anglais
- Format : Couleur — 1.78:1
- Genre : animation, super-héros
- Durée : 78 minutes
- Dates de sortie :
  - États-Unis : 28 septembre 2010
  - France : 27 octobre 2010
- Classification : PG-13 (interdit -13 ans) aux États-Unis

 Sauf indication contraire, les informations mentionnées dans cette section peuvent être confirmées par la base de données cinématographiques IMDb,  présente dans la section « Liens externes ».

## Distribution

### Voix originales
- Tim Daly : Clark Kent / Superman
- Kevin Conroy : Batman
- Summer Glau : Kara Zor-El / Supergirl
- Andre Braugher : Darkseid
- Susan Eisenberg : Wonder Woman
- Julianne Grossman : Big Barda
- Edward Asner : Granny Goodness
- Rachel Quaintance : Artemis, Lyla
- Andrea Romano : Stompa, Vicki Vale

### Voix françaises
- Emmanuel Jacomy : Clark Kent / Superman
- Adrien Antoine : Batman
- Marie-Eugénie Maréchal : Kara Zor-El / Supergirl
- Michel Vigné : Darkseid
- Delphine Braillon : Wonder Woman
- Vanina Pradier : Big Barda
- Marc Perez : Granny Goodness

Société de doublage VF : Dubbing Brothers, direction artistique VF : Dorothée Pousséo
 Source : voix originales et françaises sur Latourdesheros.com.

## Autour du film
L'arrivée de Supergirl après les évènements de Superman/Batman : Ennemis publics représente une erreur, étant donné que dans ce précédent film on y voit le personnage de Power Girl, supposée être une version alternative du personnage de Kara Zor-El alias Supergirl.